# Sis variacions per a piano sobre un tema original en fa major (Beethoven)
Les Sis variacions per a piano sobre un tema original en Fa major Op. 34, és un conjunt de sis variacions per a piano sol compostes per Ludwig van Beethoven l'any 1802. L'obra segueix l'estructura clàssica del tema i variacions, tot i que presenta la novetat que cada variació està en una tonalitat diferent. Aquestes variacions van ser dedicades a la princesa Erba Odescalchi, nascuda Babette Keglevich von Buzin.

## Característiques
Beethoven va escriure el seu primer gran conjunt de variacions sobre un tema original, les Variacions Op. 34, el 1802, immediatament després d'acabar les sonates op. 31. Poc temps més tard va compondre les famoses Variacions i fuga per piano en Mi♭ major, Op. 35, sobre el tema del finale de la simfonia Eroica. En una carta d'octubre de 1802, citada sovint, Beethoven va descriure les variacions com escrites en un "estil nou, i cadascuna d'una manera totalment diferent". Totes dues obres presenten característiques que van més enllà de la natura estàtica i de la tècnica clàssica del tema i variacions. Al pla tonal de les op. 34, les successives variacions no es mantenen en la tonalitat inicial, sinó formant una cadena de terceres descendents. Les relacions per terceres són un dels trets idiosincràtics de l'estil de Beethoven.
Segons Poggi i Vallora, aquestes Variacions op. 34 destaquen molt respecte a totes les obres concebudes fins llavors, si més no, degut a la influencia que presenten del clima creatiu de les tres importants sonates op. 31. Com que es tracta d'un treball de notable interès, el mateix Beethoven va incloure aquestes variacions al seu catàleg, i les va numerar amb el mateix criteri que les "grans" composicions. En efecte, va dir: "Atès que aquestes variacions són molt diferents de les anteriors, en comptes de numerar-les com les altres (per exemple, n. 1, 2, 3), les he computat entre les meves obres importants, tenint en compta sobretot que el tema és creació meva." Va voler, també, que tal confessió fos inclosa en l'edició impresa.
La "diversitat" assenyalada per Beethoven i subratllada pels crítics consisteix efectivament en un plantejament de gran alè. Aquestes sis variacions es presenten com sengles "mons acabats", cadascú dotat d'un tempo, un ritme, un caràcter i una tonalitat diferent. Del tema, d'una noblesa aproximada a un coral, neixen, en efecte, sis aventures apassionants. El panorama musical és realment fantasiós: un gran arc creatiu que inclou des de ritmes pastorals fins al fort segell de marxa disfòrica de la Variació V o la inhabitual consistència de l'últim adagio. El que més impressiona, si és possible, és la suggestió romàntica d'alguns episodis, fins al punt que alguns crítics han evocat el caràcter dels grans romàntics posteriors: l'esperit de Brahms a la segona part de la Variació V, de Schubert a la Variació VI i de Mendelssohn a la coda (l'episodi que precedeix a l'adagio final).

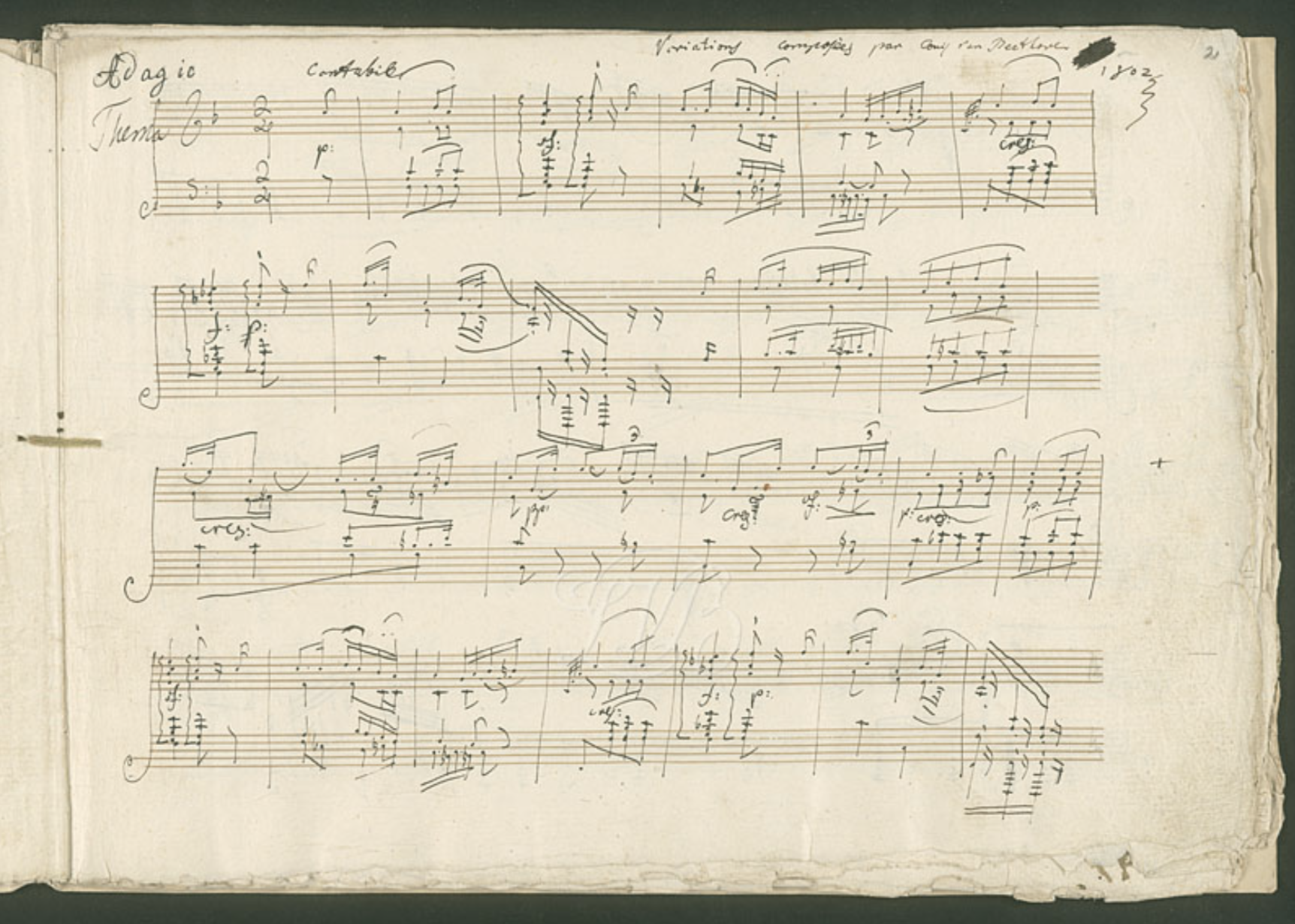
Imatge del manuscrit de les Variacions op. 34 de Beethoven

## Comentaris
Diferents fonts de l'època i posteriors mostren com es va rebre l'obra de Beethoven:
- Allgemeine Musikalische Zeitung: "Predisposa favorablement el fet que el cèlebre Beethoven, que no té el costum d'afegir petits treballs entre els nombres de les seves obres, ho hagi fet en aquest cas."
- Bruers: "Son una petita obra mestra. És important analitzar al Beethoven de les variacions, no només per admirar la seva potència tècnica i la seva inesgotable fantasia, sinó perquè hi manifesta el seu geni, introduint gravetat en les coses lleus, o l'etern en l'efímer."
- Carli Ballola: "La substància musical d'aquestes variacions segueix sent modesta, al igual que la seva capacitat per transfigurar estructural i poèticament el tema, el qual retorna puntualment sis vegades consecutives, transvestit, que no transformat, sota l'oripell d'un complicat virtuosisme."
- Tranchefort: "No hi ha cap dubte: la tècnica de la variació "amplificadora" ha decretat, en aquest treball, la seva pròpia entrada règia a l'univers conceptual i pianístic beethovenià.

## La influència d'Anton Reicha
A la fi de 1801 s'estableix a Viena Anton Reicha, el qual havia viscut entre el 1785 i el 1790 a Bonn i havia tocat juntament amb Beethoven a l'orquestra de la cort. En 1802 se li va oferir el càrrec de mestre de capella i professor del príncep Lluís Ferran de Prússia, pianista i compositor i que era també el mateix personatge il·lustre a què Beethoven conegués el 1796 a Berlín i al qual li dedicaria després, el 1804, el Concert op. 37. Reicha no va acceptar l'oferiment del príncep, sinó que va escriure per a ell "L'art de varier", gairebé un tractat pràctic de res menys que cinquanta-set variacions sobre un tema original. En aquest tractat abordava el gènere d'una manera que no era ja la galant i lleugera del rococó i del primer període clàssic, sinó que tendia més aviat a una investigació radical en el pla del virtuosisme pianístic i cap a la transformació de les estructures orgàniques del tema. Tot i que només es tenen notícies molt vagues sobre les relacions Beethoven-Reicha en els primers anys de segle xix, sembla molt probable que el renovat interès del primer per la variació naixés arran de la creació de l'opus magnum del segon.

## Les tonalitats de l'obra
L'estructura tonal de l'obra és la següent:
- Tema: Fa major
- Variació I: Re major
- Variació II: Si bemoll major
- Variació III: Sol major
- Variació IV: Mi bemoll major
- Variació V: Do menor
- Variació VI - Tema: Fa major